# Антисемитские волнения на Северном Кавказе (2023)
Антисемитские волнения на Северном Кавказе (2023) — ряд антисемитских акций, прошедших в Дагестане, Карачаево-Черкесии и Кабардино-Балкарии в конце октября 2023 года. Их объясняют ростом в регионе исламского антисемитизма на фоне обострения палестино-израильского конфликта, поддержки Россией ХАМАСа и масштабной антиизраильской информационной кампанией на Северном Кавказе. Антисемитские беспорядки в октябре 2023 года стали первым  в истории региона массовым случаем этнического конфликта на почве антисемитизма.
Агрессию в регионе спровоцировала распространяемая в Telegram-каналах дезинформация о приезде беженцев из Израиля. 28 октября около 80 человек собралось в Черкесске на несанкционированный митинг в поддержку Палестины . В этот же день несколько сотен человек собралась у отеля «Фламинго» в Хасавюрте c требованиями выселить оттуда предполагаемых израильских беженцев. 29 октября около 1200 человек устроили погром в аэропорту Уйташ в Махачкале с целью остановить прибытие самолёта из Тель-Авива. В результате волнений около 20 человек были ранены, аэропорт Уйташ получил повреждения, оцениваемые в 285 млн рублей, в отношении более чем 400 человек были заведены административные дела, против 27 — уголовные. Отдельные исследователи и политики охарактеризовали произошедшие события как «еврейские погромы».

## Причины

### Исламский антисемитизм
Антисемитские беспорядки на Северном Кавказе стали следствием распространённого в регионе исламского антисемитизма. Российские мусульмане активно выступают в поддержку Палестины. Так, после вторжения ХАМАС в Израиль в октябре 2023 года в мечетях Северного Кавказа проводились массовые молитвы за «сражающихся в Палестине», а в Чечне велась активная антиизраильская кампания. Глава республики Рамзан Кадыров обвинял «сионистов» в геноциде палестинцев. Он также заявлял, что по своей жестокости в отношении Палестины «израильский фашизм» сегодня ничуть не уступает, если не превосходит, гитлеровский.
На Северном Кавказе, особенно в Дагестане, Карачаево-Черкесии многие молодые люди владеют арабским языком, обучались на нем исламу, читают новости на арабском. Там очень активная блогосфера, все эти вопросы, связанные с войной на Ближнем Востоке, активно обсуждаются, и это очень людей разогревает
В течение последних десятилетий на Северном Кавказе заметно возросло число приверженцев идей радикального ислама, который предполагает борьбу с «несправедливостью» различными методами, в том числе и вооружёнными. В 2015 году регион стал главным источником иностранных боевиков для участия в войне в Сирии — только из Дагестана более 5000 человек уехали, чтобы присоединиться к Исламскому государству. Поддержка ХАМАС и Палестины позволяет российским мусульманам почувствовать себя частью «мусульманского мира». Эксперты считают, что это связано с экстремальной бедностью в регионе. Несмотря на то, что бедность сама по себе не обязательно приводит к росту экстремизма, население бедных регионов ощущают социальную изоляцию и маргинализацию, которая увеличивает протестный потенциал и подталкивает людей к насилию. При этом Дагестан является одним из беднейших регионов России. Например, в 2023 году Докузпаринский район занял первое место в списке муниципалитетов России по самым низким зарплатам. Ежемесячный средний доход жителей района составил 24 445 рублей. Высокий мобилизационный потенциал региона проявился не только в антисемитских беспорядках, но и в масштабных протестах против мобилизации.
Исследователи считают, что присутствие крупной общины горских евреев в регионе также могло оказать влияние на распространение антисемитизма. На 2023 год их приблизительная численность составляла около 100—150 тысяч, многие проживали в Дагестане, Кабардино-Балкарии и соседнем Азербайджане. Однако антисемитские беспорядки в октябре 2023 года стали первым заметным этническим конфликтом на почве антисемитизма в регионе — до этого момента подобные атаки зарегистрированы не были.

### Поддержка Россией ХАМАС
Российская поддержка ХАМАС в палестино-израильском конфликте способствовала распространению антисемитских настроений в регионе. Российские власти отказались от публичного осуждения совершённых ХАМАС преступлений, а большинство информационных агентств характеризует группировку только как «радикальную». В октябре 2023 года Россия представила на Совете Безопасности ООН резолюцию, призывающую к «прекращению насилия» между Израилем и Палестиной, но не выражающую осуждение действий группировки. Резолюция была отвергнута другими странами-участниками ООН.
26 октября делегация ХАМАС посетила Москву. МИД России потребовал от ХАМАС освободить иностранных заложников в секторе Газа, включая россиян, а ХАМАС поблагодарил Владимира Путина за «дипломатию». Согласно представителям делегации ХАМАС, во время визита в Москву они обсуждали с российской стороной перспективы региона, отличающиеся от тех, что представляют США. Израиль публично осудил приглашение чиновников ХАМАС в Москву, обвинив Россию в поддержке терроризма.

### Государственная пропаганда
Эксперты отмечают, что рост социального напряжения среди населения Северного Кавказа связан с распространением государственной пропаганды и использованием антисемитских высказываний российскими политиками. Так, после полномасштабного вторжения в Украину, российские официальные представители неоднократно акцентировали внимание на еврейском происхождении президента Украины Владимира Зеленского. Владимир Путин также говорил о том, что уехавший из России бывший глава «Роснано» Анатолий Чубайс якобы сменил имя на «Моше Израилевича» — это высказывание некоторые СМИ расценили как антисемитизм. С активной антисемитской риторикой выступал и глава Чечни Рамзан Кадыров. Использование антисемитской риторики на государственном уровне способствует отвлечению внимания населения от внешней политики государства, включая войну в Украине. В 2023 году Комитет ООН по ликвидации расовой дискриминации выразил официальную озабоченность распространением преступлений на почве ненависти и расистских высказываний в России, включая высказывания со стороны государственных СМИ и политиков.

## События

### Дезинформация в социальных сетях
Организация беспорядков и разжигание антиеврейских настроений осуществлялись через социальные сети, в частности, местные Telegram-каналы. Там распространялись фейковые новости, что на Северный Кавказ прибывают беженцы из Израиля. Ключевую роль сыграл канал «Утро Дагестан», созданный Фёдором Клименко после полномасштабного вторжения России в Украину по заказу российского и украинского политического деятеля и бывшего депутата Государственной думы Ильи Пономарёва. «Утро Дагестан» входил в сеть Telegram-каналов проекта «Утро Февраля» — созданной Понамарёвым русскоязычной площадки для распространения новостей о событиях в Украине. Одноимённые Telegram-каналы были созданы во многих городах России, однако «Утро Дагестан» стал одним из немногих, набравших популярность. На конец октября на него были подписаны 66 тысяч пользователей мессенджера.
Как сообщает издание «Холод», первые сообщения в дагестанских чатах и каналах с призывами молиться за Палестину начали появляться сразу после вторжения палестинских боевиков в Израиль 7 октября. Одновременно распространялись сообщения, что израильские евреи якобы собираются бежать в Россию. 8 октября в чате «Эхо Дагестана» появились сообщения, что израильских беженцев много в Дербенте — городе с одной из древнейших еврейских общин в Дагестане. 11 октября там же появилась информация о прибытии беженцев из Израиля в Махачкалу. 12 октября группа молодых мужчин встретила рейс из Тель-Авива с флагами Палестины. Тогда же стали распространяться сообщения, что беженцам по прилёте «надо указать место». 13 октября в одном из дагестанских чатов появился призыв «громить евреев по всему миру». 23 октября канал «Утро Дагестана» призвал устраивать «пышный приём» беженцам из Израиля. Спустя два дня на сайте Change.org появилась петиция «Мы против еврейских беженцев», которая набрала 9611 подписей, прежде чем администрация сайта удалила ей. С 27 октября, после начала наземной операции ЦАХАЛа в Газе, в каналах начали распространять призывы о молитвах за Палестину. При этом многие призывы содержали разжигающие ненависть сообщения — евреев всё чаще называли «яхудами». Распространялись и цифровые версии листовок со словами «Мы против еврейских беженцев».
Антисемитская риторика значительно усилилась 26 октября, после прибытия делегации ХАМАС в Москву и слухах о скором начале наземной операции ЦАХАЛ в секторе Газа. Пользователи выкладывали адреса синагог, имена и портреты раввинов в Ставрополе, Краснодаре, Сочи, Нальчике и Дербенте. Несмотря на то, что прямых призывов к насилию в публикациях не было, распространялись фейковые новости, что «израильские террористы» «закрывают мечети и ставят свои синагоги». В каналах «Горец» с 17 тыс. подписчиков и «Авито Дагестан» участники чатов призывали к расправе над местной еврейской семьей, чьи родственники якобы служат в армии Израиля. Там также распространяли слухи о массовой продаже недвижимости израильтянам и призывы не сдавать им жильё.
27 октября в группах стали распространяться призывы выходить на улицы Махачкалы и других городов Дагестана в знак протеста против приезда еврейских беженцев. 28 октября в каналах и чатах появлялись сообщения, что все билеты на рейсы из Израиля в Махачкалу были раскуплены. В восемь утра того же дня в паблике во «ВКонтакте» на 10 тысяч подписчиков появился призыв фотографировать евреев и распространять эти снимки в соцсетях. Призывы сопровождались комментариями: «из оккупированных яхудами землей прилетает много беженцев-иудеев на Кавказ» и «возможно, вся эта ситуация была запланирована с целью переселить иудеев на другие земли». К вечеру призывы «встретить» самолёт Red Wings из Тель-Авива 29 октября появились в канале «Утро Дагестан». К утру 29 октября призывы эти призывы репостнули многие дагестанские каналы. Заявленной целью акции стало предотвращение посадки самолёта в аэропорту Махачкалы. Для этого канал «Утро Дагестан» распространял подробные инструкции как остановить работу аэропорта.

### Митинги в Черкесске
28 октября на площади Ленина в Черкесске прошёл несанкционированный митинг в поддержку Палестины. Толпа требовала не пускать в республику приезжих из Израиля и выселить из Карачаево-Черкесской Республики всех евреев. На митинге, по разным данным, присутствовало от 80 до 500 человек.
Сообщалось, что 30 октября в Черкесске прошла повторная акция под антисемитскими лозунгами, участники которого говорили, что «не хотят жить рядом с евреями».

### Беспорядки в Хасавюрте
28 октября в Хасавюрте возле местного отеля «Фламинго» произошли массовые антисемитские беспорядки. Слухи гласили, что в отеле проживали еврейские беженцы. Поводом послужили сообщения в социальных сетях о том, что рядом с отелем заметили «лицо, внешне схожее с гражданином Израиля» — мужчину в костюме и с длинной бородой. Толпа митингующих требовала, чтобы постояльцы гостиницы вышли к окнам для проверки наличия израильских беженцев. После их отказа протестующие начали бросать камни в окна отеля. Вскоре на место прибыла полиция, которая разрешила нескольким представителям толпы зайти в отель для проверки «наличия евреев». Затем часть протестующих направилась в сторону другого отеля «Киев», чтобы провести проверку наличия граждан Израиля, однако там их тоже обнаружено не было. Отдельные люди на митинге кричали «Аллах Акбар». После ухода толпы на дверях «Фламинго» повесили объявление о том, что вход в отель евреем запрещён. Приблизительно в протестах в Хасавюрте участвовали несколько сотен человек.

### Поджог еврейского центра
Вечером 28 октября в Нальчике был совершён поджог строящегося Еврейского религиозного национально-культурного общинного центра. За два дня до этого на сайте Petitions.net появилась петиция, авторы которой от лица жителей Кабардино-Балкарии просили главу республики Казбека Кокова отменить строительство центра «для народа, который составляет менее 1 % от общего населения». В петиции говорилось, что появление такого центра «может дестабилизировать обстановку в нашей маленькой дружной республике». Впоследствии петиция удалена с сайта как «расистская». Однако 28 октября неизвестные подожгли на территории еврейского центра строительный мусор, пожар был полностью потушен к семи утра 29 октября. По данным спасателей, в результате инцидента никто не пострадал. Однако на стены были нанесены надписи «Смерть яхудам» (бранное прозвище евреев, заимствованное из арабского).

### Беспорядки в аэропорту Махачкалы
Крупнейшие массовые беспорядки произошли вечером 29 октября в аэропорту Махачкалы. Около 6 вечера более тысячи человек начали собираться у входа в аэропорт, чтобы «встретить» регулярный рейс Red Wings WZ 4728 из Тель-Авива. Толпа проверяла документы у выезжающих с территории аэропорта в поисках граждан Израиля. Участники беспорядков, многие из которых несли палестинские флаги, устроили погром в здании аэропорта. В поисках евреев толпа обыскала даже прибывший автомобиль ОМОН. Митингующие смогли захватить аэропорт, выйти на лётное поле и окружить автобус с пассажирами. Всего на борту находилось около 50 человек, в большинстве женщины с детьми. Один из детей был тяжелобольным и находился на аппарате ИВЛ. Аэропорт Махачкалы был закрыт для обслуживания рейсов на прилёт и вылет до 30 октября.

## Последствия
30 октября основатель Telegram Павел Дуров пообещал блокировать каналы, призывающие к насилию, приложив к сообщению скриншот из «Утро Дагестан».
В результате беспорядков в аэропорту Махачкалы пострадали около 20 человек, из них двое оказались в крайне тяжёлом состоянии из-за полученных черепно-мозговых травм.
Беспорядки в регионе привели к серьезным повреждениям здания аэропорта Махачкалы. Захват аэропорта Махачкалы стал первым случаем потери российскими властями временного контроля над аэропортом крупного города с момента чеченской войны. Власти города оценили риск примерно в 285 миллионов рублей — пострадали оборудование, объекты инфраструктуры, были сломаны камеры и заборы.
В результате прошедших на Северном Кавказе беспорядков были заведены административные и уголовные дела. Так, после митингов в Черкесске полицейские составили административные протоколы в отношении 34 участников. Им грозят штрафы от 10 000 до 30 000 рублей по статье 20.2 КоАП РФ (нарушение установленного порядка организации либо проведения собрания, митинга, демонстрации, шествия или пикетирования). Спустя два дня после антисемитской акции у отеля в Хасавюрте в суд поступили десять протоколов в отношении участников митинга по статье об участии в несанкционированной акции, которая привела к ущербу. Это часть 6 статьи 20.2 КоАП РФ, которая предусматривает штраф от 150 до 300 тысяч рублей или арест на срок до 15 суток. В отношении участников беспорядков в аэропорту были составлены протоколы о привлечении к административной ответственности были составлены на более чем 400 человек. отношении 394 людей были составлены протоколы по статье о нарушении порядка проведения акций (20.2 КоАП). Из них 15 человек также привлечены к ответственности за мелкое хулиганство (20.1 КоАП), четверо — за нарушение требований досмотра в аэропорту (11.15.1 КоАП), трое — за неповиновение полиции (19.3 КоАП). Ещё на 18 человек составили протоколы по статье об организации массового одновременного пребывания граждан в общественных местах (20.2.2 КоАП). При этом официально о проведении расследования по факту поджога еврейского центра не сообщалось. Также был уволен чиновник администрации Избербаша за участие в беспорядках в аэропорту Махачкалы.
По уголовному делу об участии в массовых беспорядках (часть 2 статьи 212 УК) были арестованы 27 человек, принявших участие в погромах в аэропорту Махачкалы. 31 октября стало известно, что семерых участников беспорядков арестовали по статье о мелком хулиганстве.
Политологи отмечали, что массовые беспорядки на Северном Кавказе оказали негативное воздействие на российский режим. Слабость политической системы в стране была проявлена отсутствием эффективной реакции полиции и неспособностью предотвратить протесты. Многие сравнивают эти протесты на Северном Кавказе с неудавшимся мятежом Пригожина в июне 2023 года. Согласно Александру Эткинду, события являются символом того, что Кремль теряет контроль над регионами.

## Терминология
Ряд СМИ охарактеризовал беспорядки на Северном Кавказе как «еврейские погромы». Подобной точки зрения придерживались как отдельные эксперты, так и представители правительства США, которые сравнили октябрьские события в Дагестане с еврейскими погромами в Российской империи. Некоторые исследователи утверждают, что термин «погром» не следует применять, поскольку не было жертв среди еврейского населения.

## Реакция

### Мусульманское общество
Координационный центр мусульман Северного Кавказа осудил антисемитские акции на Северном Кавказе. Муфтии заявили, что «выступают в поддержку» палестинцев, но подчеркнули, что «антисемитизму нет места в многонациональном Северном Кавказе». Ответственность за акции в центре также возложили на «деструктивные силы», которые действуют «в личных корыстных интересах, в целях разжигания межконфессиональной розни на Северном Кавказе». Власти Дагестана также объяснили произошедшие события «провокацией Запада». Глава Дагестана Сергей Меликов публично осудил беспорядки, однако высказался о его участниках сочувственно: «Из-за распространённых нашими врагами фейков совсем ещё молодые ребята оказались на грани нарушения закона».
Считается, что причина по которой российские власти обвиняют Запад в организации беспорядков, является то, что создателем Telegram-канала «Утро Дагестан» является
Илья Пономарёв, российский и украинский политический деятель. Однако сам Пономарёв утверждал, что с осени 2022 года не имеет к каналу никакого отношения. Согласно Клименко, с июля 2022 года «Утро Дагестан» курировал сопредседатель Российского конгресса народов Кавказа (РКНК), экс-редактор сайта «Ислам.ру» и соорганизатор салафитского медресе в Стамбуле Абакар Абакаров. Абакаров единолично занимался набором администраторов, модерирующих контент канала. «Утро Дагестан» входил в сеть Telegram-каналов проекта «Утро Февраля» — созданной Понамарёвым русскоязычной площадки для распространения новостей о событиях в Украине. Одноимённые Telegram-каналы были созданы во многих городах России, однако «Утро Дагестан» стал одним из немногих, набравших популярность. На конец октября на него были подписаны 66 тысяч пользователей мессенджера.
При этом отдельные представители исламского сообщества выступили в поддержку участников погрома. Так, Чемпион Европы по вольной борьбе Махмуд Магомедов опубликовал в Instagram обращение к правительству Дагестана с просьбой «не ломать судьбы» участникам погрома в аэропорту в Махачкале 29 октября. Репост поста Магомедова сделали несколько представляющих Дагестан бойцов ММА, среди них — экс-чемпион UFC Хабиб Нурмагомедов и боец Мухаммед Мокаев. По его словам, задержанным в аэропорту Махачкалы нужно «дать второй шанс» и изменить меру пресечения на административную, а наказывать нужно тех, кто «организовал этот бардак» в Telegram-каналах. С таким же обращением выступил и блогер Хасбик.
Я понимаю своих земляков-дагестанцев, они всегда в числе первых бывают готовы проявить свое мужество и помочь в беде, не раз они это показывали, — написал Садулаев в соцсетях. — Но эта солидарность и желание выразить протест, показать единство с мусульманами всего мира не должны сопровождаться хаосом и беспорядками. В итоге принесены неудобства своим же землякам, которые не смогли вовремя приземлиться или отправиться в путь. К сожалению, мы имеем сотни задержанных, многие получат реальные сроки
Впоследствии Генпрокуратура заявила, что проверит Хасбика на экстремизм, поскольку блогер также призывал «превратить в пепел» гостиницу с израильскими беженцами. Заявление на блогера было написано одним из его подписчиков.

### Израиль и еврейские организации
В результате ряда антисемитских беспорядков в России власти Израиля выпустили заявление, в котором выразили надежду, что правоохранительные органы России обеспечат израильским гражданам и евреям защиту и «будут решительно действовать против погромщиков и дикого подстрекательства». 30 октября МИД Израиля призвал всех иудеев покинуть Северный Кавказ и избегать любых поездок в регион. При этом представители национальной безопасности Израиля повысили для израильтян на Северном Кавказе уровень опасности до максимального четвёртого уровня.
Российский еврейский конгресс опубликовал заявление, в котором заявил, что антисемитские волнения на Северном Кавказе стали «беспрецедентными по масштабам», однако являются нетипичными для Северного Кавказа в частности, и для России в целом. Совет также заявил о том, что антисемитизму нет места в многонациональной России. Президент Федерации еврейских общин России, раввин Александр Борода 30 октября заявил, что «события 29 октября в аэропорту Махачкалы, а также предшествующие им происшествия в Нальчике, Хасавюрте и Черкесске четко показывают, что конфликт на Ближнем Востоке уже затронул жизни людей в России, и что настроения антиизраильского характера теперь превратились в открытую агрессию по отношению даже к российским евреям». Берл Лазар объявил, что беспорядки в аэропорту Махачкалы «вызвали шок» и необходимо сделать всё, чтобы «пропаганде ненависти не было места в нашей стране». Лазар также отказался признавать беспорядки лишь «осуждением действий Израиля».
Представитель дипмиссии Израиля заявил о готовности помочь дагестанским евреям с переездом в Израиль. В еврейской общине Дагестана также не исключили эвакуацию евреев из республики на фоне антисемитских акций. Это было связано и с тем, что в Telegram-каналах распространяли адреса и личную информацию о раввинах, проживающих на территории региона. При этом поднимался вопрос об эвакуации других евреев из России.
Израильский боец MMA Хаим Гозали написал имена поддержавших антисемитские акции бойцов Хабиба Нурмагомедова, Ислама Махачева и Хамзата Чимаева на одном из снарядов, предназначенных для обстрела Газы: «Это для вас от Хаима Гозали».

### Кремль
Пресс-секретарь президента России Дмитрий Песков назвал беспорядки «результатом вмешательства извне», в том числе «информационного воздействия». 30 октября Путин провёл совещание в связи с антисемитскими выступлениями на Северном Кавказе. Он заявил, что они были инспирированы через соцсети, в том числе с территории Украины руками агентуры западных спецслужб. Для избежания похожих событий Путин предложил усилить цензуру. Прогосударственные медиа в основном осудили погром в аэропорту Махачкалы, возложив ответственность на «провокаторов» и «манипуляторов» с украинской стороны.
Согласно Human Rights Watch, власти России не отреагировали адекватно на ряд антисемитских беспорядков, что вызвало страх среди еврейского населения региона. Проблема заключается в том, что официальные представители России не признали эти инциденты как «антисемитские» и не осудили антисемитизм в целом.

### США
Представители США публично осудили антисемитские выступления в Дагестане. США отвергли утверждения президента России Владимира Путина в том, что Запад и Украина организовали антиизраильские беспорядки в аэропорту Дагестана, назвав эти обвинения «абсурдными». Координатор по стратегическим коммуникациям Совета национальной безопасности Джон Кирби назвал эти заявления «классической российской риторикой» и подчеркнул, что «Запад не имеет к этому никакого отношения. Это просто ненависть, фанатизм и запугивание, в чистом виде».

### Украина
Президент Украины Владимир Зеленский заявил, что антисемитские беспорядки на Северном Кавказе представляют собой систематическое проявление антисемитизма в стране. Он также обвинил российское руководство в подстрекательстве ненависти и террора по отношению к другим народам.